# 30 Minutes After Noon
30 Minutes After Noon is, volgens de originele uitzending, de zevende aflevering van Thunderbirds, de Supermarionationtelevisieserie van Gerry Anderson. De aflevering werd voor het eerst uitgezonden op ATV Midlands op 11 november 1965.
De aflevering was echter de 18e die geproduceerd werd. Derhalve wordt de aflevering tegenwoordig vaak als 18e aflevering in de serie uitgezonden.

## Verhaal
Thomas Prescott, een medewerker in het Hudson Building, is met zijn auto op weg naar zijn huis in Poke City, Amerika. Onderweg pikt hij een lifter op die beweert snel naar een huisarts te moeten in verband met een ziekte van zijn vrouw. Wanneer Prescott de lifter afzet, trekt deze een pistool en bevestigt een metalen armband aan Prescotts arm. Het blijkt dat de lifter Prescott kent. Hij vertelt Prescott dat de armband een sterke brandbom bevat die over precies 30 minuten af zal gaan. De sleutel om de armband weer af te doen ligt in een la in zijn bureau. Hij beveelt Prescott snel de sleutel te gaan halen en de armband achter te laten in het gebouw als zijn leven hem lief is.
Prescott haast zich als een gek terug naar het Hudson Building, gevolgd door de politie. Hij bereikt zijn kantoor binnen de 30 minuten, vindt de sleutel en kan de armband afdoen. Wanneer hij met de lift weer op weg is naar beneden gaat de bom af en zet de bovenste etages van het gebouw in lichterlaaie. De liftkabels breken en de lift valt naar de bodem van de schacht. John Tracy en Brains horen in Thunderbird 5 het nieuws over de brand via de politieradio's, en waarschuwen Tracy Eiland. Jeff stuurt Scott, Virgil en Alan er met Thunderbirds 1 en 2 op uit. Onderweg roept Scott alvast de lokale brandweer op en hoort van hen dat de sprinklersystemen in het gebouw waren gesaboteerd, wat nog meer het vermoeden bevestigt dat de brand vooraf gepland was.
Met een speciale liftkooi voorzien van brandblussers dalen Virgil en Alan af in de liftschacht en halen Prescott met lift en al naar boven. Hij wordt meteen door de politie in hechtenis genomen. De volgende dag ontstaat er een debat onder de autoriteiten van Spoke City over de geloofwaardigheid van Prescotts verklaring. Politiecommandant Garfield vermoedt dat Prescott weleens gelijk kon hebben. De explosie vernietigde een aantal documenten over de beruchte Erdman-bende. Wanneer de restanten van de armband worden gevonden in het gebouw, is Prescotts verhaal bevestigd.
Garfield besluit een vals nieuwsbericht te posten dat Prescott zou zijn omgekomen bij de brand in het Hudson Building, in de hoop dat de daders van de armbandaanslag nog eens zullen toeslaan. Sir William Frazer van de Britse Geheime Dienst laat een undercoveragent genaamd Southern infiltreren in de Erdman-bende. Southern krijgt bij de bende een metalen armband om en wordt naar Glen Carrick Castle in Schotland gestuurd, waar hij de andere bendeleden Dempsey en Kenyon ontmoet.
Na 36 uur roept de bendeleider het drietal op via een radio. Hij geeft instructies aan hen om de grootste plutoniumopslagplaats, waar isotopen voor alle elektriciteitscentrales in Engeland liggen opgeslagen, op te blazen. Hij voorziet hen van een speciaal straalgeweer om de robots die de opslagplaats bewaken uit te schakelen. De explosie zal de grootste nucleaire ramp in de geschiedenis veroorzaken en half Engeland treffen. Hij informeert hen tevens dat de explosieven voor de aanslag in de armbanden aan hun polsen zitten. De sleutel om de armbanden te verwijderen zit in een kastje naast de kluisdeur in de opslagruimte.
De drie slagen erin de opslagruimte binnen te dringen en de robots uit te schakelen. Alleen de laatste bewakingsrobot is nergens te bekennen. Southern vindt de sleutel, en maakt vervolgens bekend wie hij werkelijk is. Hij dwingt Dempsey en Kenyon om hun baas te vangen onder bedreiging van een pistool. De twee zien echter de laatste robot aankomen van achter Southern en houden hem aan de praat, totdat de robot hem vastgrijpt. Dempsey en Kenyon verwijderen hun eigen en Southerns armband en plaatsen ze naast de isotopenkluis. Daarna vertrekken ze naar de plek waar ze met hun baas hebben afgesproken. Bij hun vertrek sluiten ze de toegangsdeuren van de opslagruimte en vernielen de bedieningspanelen. De bommen zullen om precies 12:30 afgaan.
Via een radio verborgen in zijn pen kan Southern zijn baas oproepen. Sir William Frazer roept International Rescue op en Jeff stuurt Virgil en Scott met Thunderbirds 1 en 2 om Southern te bevrijden en de bom onschadelijk te maken. Tevens vraagt hij Lady Penelope om te voorkomen dat Dempsey, Kenyon en hun baas het land uitvluchten.
Na te arriveren bij de opslagplaats laadt Virgil de Laser Cutter Vehicle uit waarmee hij en Scott zich een weg door de gesloten deuren kunnen banen. Om 12:23 zijn de twee broers in de kluis. Terwijl Virgil de robot, die Southern nog altijd vasthoudt, onder handen neemt, neemt Scott de armbanden mee naar Thunderbird 1 en dumpt ze net voor de ontploffing in zee. Ondertussen komen Penelope en Parker aan bij het veldje waar de Erdman-bende net met een heli-jet wil vertrekken, en schieten de jet neer.
Scott keert terug naar de opslagruimte. Daar heeft Virgil de robot inmiddels onschadelijk gemaakt, maar Southern heeft medische hulp nodig. Lady Penelope arriveert ook en biedt aan om Southern zelf naar een ziekenhuis te brengen. Die avond nodigt ze Southern uit in haar villa voor een etentje. Nu zijn identiteit bekend is zal Southern niet langer als geheim agent kunnen werken. Hij vertelt Penelope dat geheim agent zijn niets zou zijn voor haar, niet wetend dat ze een agente van International Rescue is.

## Rolverdeling

### Reguliere stemacteurs
- Jeff Tracy – Peter Dyneley
- Scott Tracy – Shane Rimmer
- Virgil Tracy – David Holliday
- Alan Tracy – Matt Zimmerman
- Gordon Tracy – David Graham
- John Tracy – Ray Barrett
- Brains – David Graham
- Tin-Tin Kyrano – Christine Finn
- Lady Penelope Creighton-Ward – Sylvia Anderson
- Aloysius Parker – David Graham

### Gastrollen
- Thomas Prescott – Matt Zimmerman
- Vreemdeling – Ray Barrett
- Politieagent Flanagan – Ray Barrett
- Politieagent Jones – Peter Dyneley
- Politieagent (Police Barrier) – Matt Zimmerman
- Sam Saltzman – David Graham
- Gladys Saltzman – Sylvia Anderson
- Politiecommandant Garfield – David Graham
- Frank Forrester – Matt Zimmerman
- Sir William Frazer (Two-One) – David Graham
- BSS Assistent – David Graham
- Southern (Agent Tiger-Four) – Ray Barrett
- Erdman Bendelid – Peter Dyneley
- Dempsey – Peter Dyneley
- Kenyon – David Graham
- Erdman Bendeleider – David Graham

## Machines
De machines en voertuigen in deze aflevering zijn:
- Thunderbird 1
- Thunderbird 2 (met capsule 5)
- Thunderbird 5
- FAB1
- Dicetylene Cage
- Laser Cutter Vehicle
- Heli-jet

## Fouten
- Op de nacht van de Hudson-brand staat de kalender in Garfields kantoor op 12/7/65 (12 juli). De volgende dag staat hij op 13/7/65 (13 juli). Dit is echter de Britse schrijfwijze, terwijl Garfields kantoor in Amerika is. In Amerika geven kalenders eerst de maand en dan de dag aan. Derhalve zou de datum moeten zijn 7/12/65 (12 juli) en 7/13/65 (13 juli). Het is echter denkbaar dat de filmmakers wilden aangeven dat de schrijfwijze in 2026/2065 gestandaardiseerd zal zijn.
- In de film Thunderbirds Are Go werd vermeld dat er een tijdsverschil van 5 uur zit tussen Tracy Eiland en Engeland. Wanneer Jeff Penelope belt, is het bij haar 10 uur in de ochtend, maar is het op Tracy Eiland ook klaarlichte dag.

## Trivia
- De muziek March of the Oysters van de aflevering Stingray Secret of the Giant Oyster is in deze aflevering te horen.
- Southern krijgt zijn armband in een wolkenkrabber die sterk lijkt op de Thompson Tower uit de aflevering City of Fire.
- De robots die de opslagplaats bewaken lijken sprekend op Braman, de robot van Brains uit de aflevering Sun Probe.
- 30 Minutes After Noon werd door Alan Fennell en Malcolm Stokes omgezet tot strip voor deel 18-20 van Thunderbirds: The Comic in 1992.